# Gaius Silius (Messalinas elsker)
Gaius Silius (ca. 13 – 48 e.Kr.) var en romersk senator, der blev udpeget som konsul i 49 e.Kr., men blev henrettet af kejser Claudius for hans affære med kejserinden Valeria Messalina.

## Biografi
En søn af Gaius Silius, er Silius blevet beskrevet af de gamle kilder som en intelligent, ædel og attraktiv mand. Han havde giftet sig med den aristokratiske Junia Silana og var blevet optaget i Senatet på et tidspunkt kort før 47 e.Kr.. I løbet af dette år krævede han i Senatet håndhævelse af Lex Cincia, der forbød modtagelse af penge eller gaver i bytte for juridiske tjenester, i et forsøg på at nedkæmpe hans fjende, Publius Suillius Rufus, som retsforfulgte mange af Silius' klienter. Senatet var enig i dette forslag, men før et formelt forslag kunne fremlægges for folket, havde de, der havde til hensigt at blive retsforfulgt i henhold til denne lov, inklusive Suillius Rufus, med held appelleret til Claudius om at ændre loven ved at fastsætte et maksimalt beløb, der kunne opkræves. Silius blev derefter udpeget til konsul i år 48 (formodentlig for det følgende år).
Gennem kejserinde Valeria Messalinas forelskelse var de blevet kærester. Messalina tvang ham til at lade sig skille fra sin hustru for at ægte hende, begå bigami ved at gifte sig med hende foran vidner, mens Claudius var i Ostia. Silius var barnløs og ville adoptere Britannicus. Narcissus afslørede deres falske ægteskab og komplottet om at dræbe Claudius. Kejseren beordrede deres henrettelse i 48.
Hans tidligere hustru, som han blev skilt fra i år 47, Junia Silana, var en ven af Agrippina den Yngre, og de to blev senere bitre rivaler. Sandsynligvis på grund af Agrippinas rænkespil blev hun forvist og døde senere i Tarentum i år 59.